# Чемпіонат світу з трекових велоперегонів 1923
Чемпіонат світу з трекових велоперегонів 1923 проходив з 18 по 26 серпня 1923 року в Цюриху, Швейцарія. Змагання проводилися у спринті та гонці за лідером серед професіоналів та у спринті серед аматорів. 
На цьому чемпіонаті вперше після Першої світової війни до змагань була допущена збірна Німеччини.

## Медалісти

### Чоловіки
Професіонали
| Дисципліна       | Золото      | Срібло         | Бронза         |
| Спринт           | Піт Москопс | Габрієль Пулан | Ернст Кауфманн |
| Гонка за лідером | Пауль Сутер | Леон Паризо    | Карл Віттіґ    |

Аматори
| Дисципліна | Золото       | Срібло          | Бронза                    |
| Спринт     | Люсьен Мішар | Антуан Мазейрак | Герард Бош ван Дрейкштайн |

## Загальний медальний залік
| Місце  | Країна                | Золото | Срібло | Бронза | Загалом |
| ------ | --------------------- | ------ | ------ | ------ | ------- |
| 1      | Франція               | 1      | 2      |        | 3       |
| 2      | Нідерланди            | 1      | 1      | 1      | 3       |
| 3      | Швейцарія             | 1      |        | 1      | 2       |
| 4      | Веймарська республіка |        |        | 1      | 1       |
| Всього | Всього                | 3      | 3      | 3      | 9       |